# Kaple Panny Marie Lurdské (Horní Štěpanice)
Kaple Panny Marie Lurdské je římskokatolická zděná kaple v Horních Štěpanicích.

## Historie
Kaple na tomto místě stála již dříve, ta současná byla postavena roku 1876. Výstavbu financovala veřejná sbírka a významnou částkou 100 Zlatých přispěl průmyslník a poslanec Českého zemského sněmu Wilibald Jerie z Mrklova. Pramen pod kaplí pravidelně využíval jilemnický podnikatel Josef Knobloch, který z vytékající vody vyráběl limonády. Jako gesto vděčnosti daroval roku 1888 kapli velkou sochu Panny Marie. Slávu kapličce přinesl i rok 1896, kdy došlo k zázračnému uzdravení osoby, jež si zdejší vodou a modlitbami léčila těžce nemocné pohybové ústrojí.  Ve stejném roce dokonce vznikla nadace na výstavbu lázeňské budovy a restaurace u kaple. Architektonicky návrh zpracoval známý pražský stavitel Jan Vejrych a sponzory měli být Wilibald Jerie a Josef Knobloch. Proti výstavbě lázní se postavila silná opozice, která záměr zpochybnila a vedla kampaň proti celé akci. Konečným a rozhodujícím faktorem neuskutečnění celého plánu byl však nakonec nedostatek financí.

## Popis
Kaple je prostá zděná stavba obdélníkového půdorysu, jejíž střeše dominuje zvonička. Průčelí zvýrazňují dva boční pilíře. Uvnitř kaple je v podlaze umístěna mříž ve tvaru srdce s průhledem na tři prameny slévající se v jeden celek. Voda údajně léčí kloubní nemoci, ledviny a zrak. Od roku 2016 je na zábradlí držák na lahve, aby se pro vodu nemuseli sklánět k výtoku.
Bohoslužby se zde nekonají.